# Juan Carlos Kopriva
Juan Carlos Kopriva Rivera (Resistencia, Provincia del Chaco, 6 de noviembre de 1964) es un exfutbolista y actual entrenador argentino. Jugaba de mediocampista y militó en distintos equipos de Argentina, Chile, Ecuador, Perú y Uruguay.

## Trayectoria
Kopriva se inició en las divisiones inferiores de Sportivo Italiano, equipo donde debutó profesionalmente en 1983 y estuvo en el club hasta 1986, En la temporada 1987, el mediocampista partió al Deportivo Cuenca de Ecuador, equipo donde solo jugó ese año, antes de volver a Sportivo Italiano, para jugar 2 años en su equipo formador. En la temporada 1990, Kopriva nuevamente partió al extranjero, pero esta vez a Perú, para jugar por 2 años en Sporting Cristal. Después en 1992, Kopriva siguió jugando en el extranjero, pero en este caso, emigró hasta Chile, donde jugó un año en Deportes La Serena y después estuvo un año y medio en Everton. En el segundo semestre de 1994 y luego de estar 2 años y medio en Chile, Kopriva regresó a Perú, para fichar en Alianza Lima. En el equipo de la capital peruana, no tuvo un buen paso y sobre todo, por la agresión que sufrió de parte del paraguayo Jorge Amado Nunes, en un partido de la liga peruana. En la temporada 1995, Kopriva regresó nuevamente a Argentina, pero esta vez para jugar un año en Los Andes. Al año siguiente, Kopriva fichó por Tigre y después, pasó a jugar en All Boys. En 1998, Kopriva fichó por el Racing de Montevideo y fue en el equipo uruguayo, donde el mediocampista puso fin a su carrera como jugador.

## Clubes
| Club                 | País      | Año       |
| -------------------- | --------- | --------- |
| Sportivo Italiano    | Argentina | 1983-1986 |
| Deportivo Cuenca     | Ecuador   | 1987      |
| Sportivo Italiano    | Argentina | 1988-1989 |
| Sporting Cristal     | Perú      | 1990-1991 |
| Deportes La Serena   | Chile     | 1992      |
| Everton              | Chile     | 1993-1994 |
| Alianza Lima         | Perú      | 1994      |
| Los Andes            | Argentina | 1995      |
| Tigre                | Argentina | 1996      |
| All Boys             | Argentina | 1997      |
| Racing de Montevideo | Uruguay   | 1998-2000 |